# Tanc de combustible extern

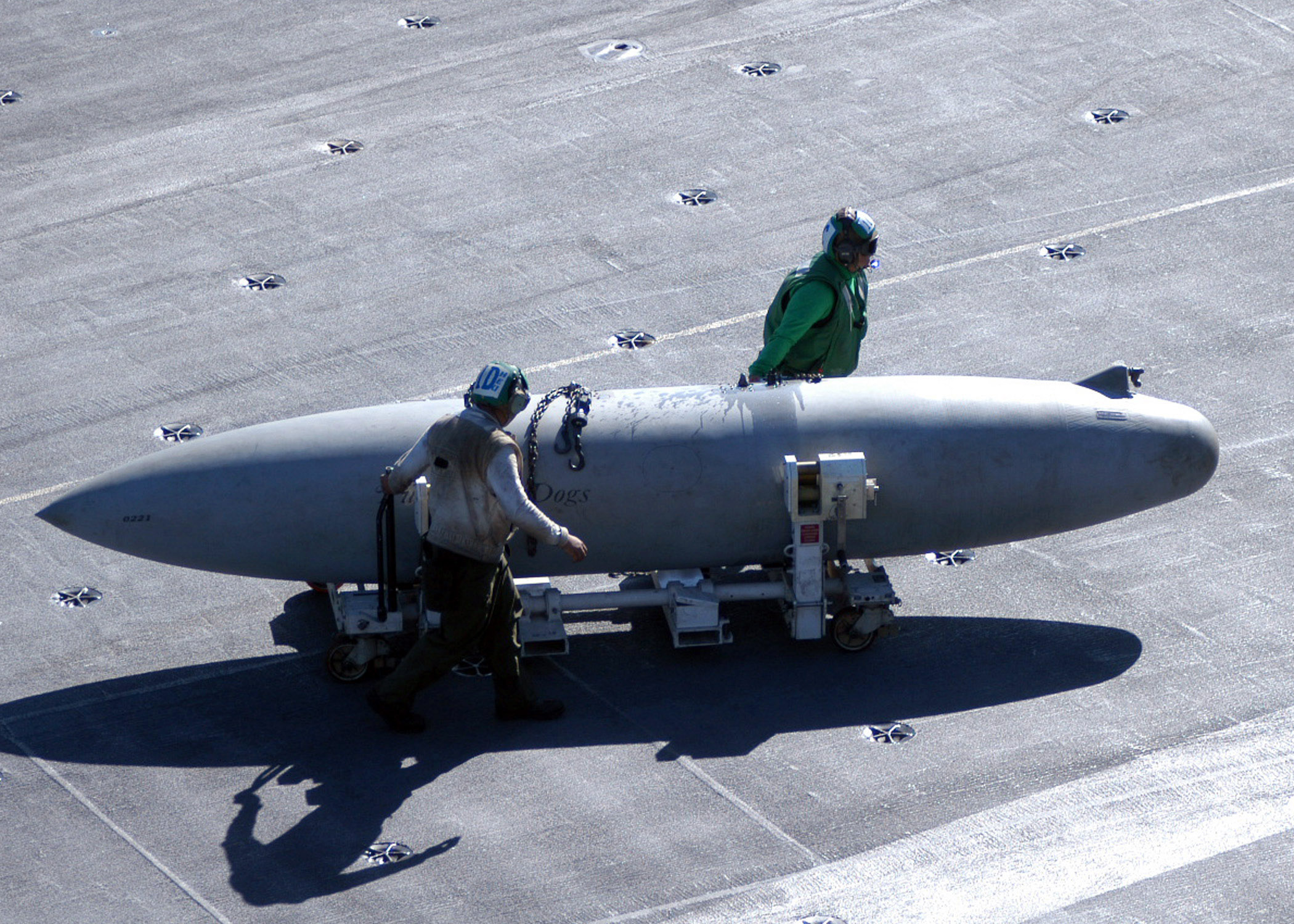
Un tanc de combustible extern Sargent Fletcher de 330 galons (1.250 litres) en un portaavions de l'Armada dels Estats Units.

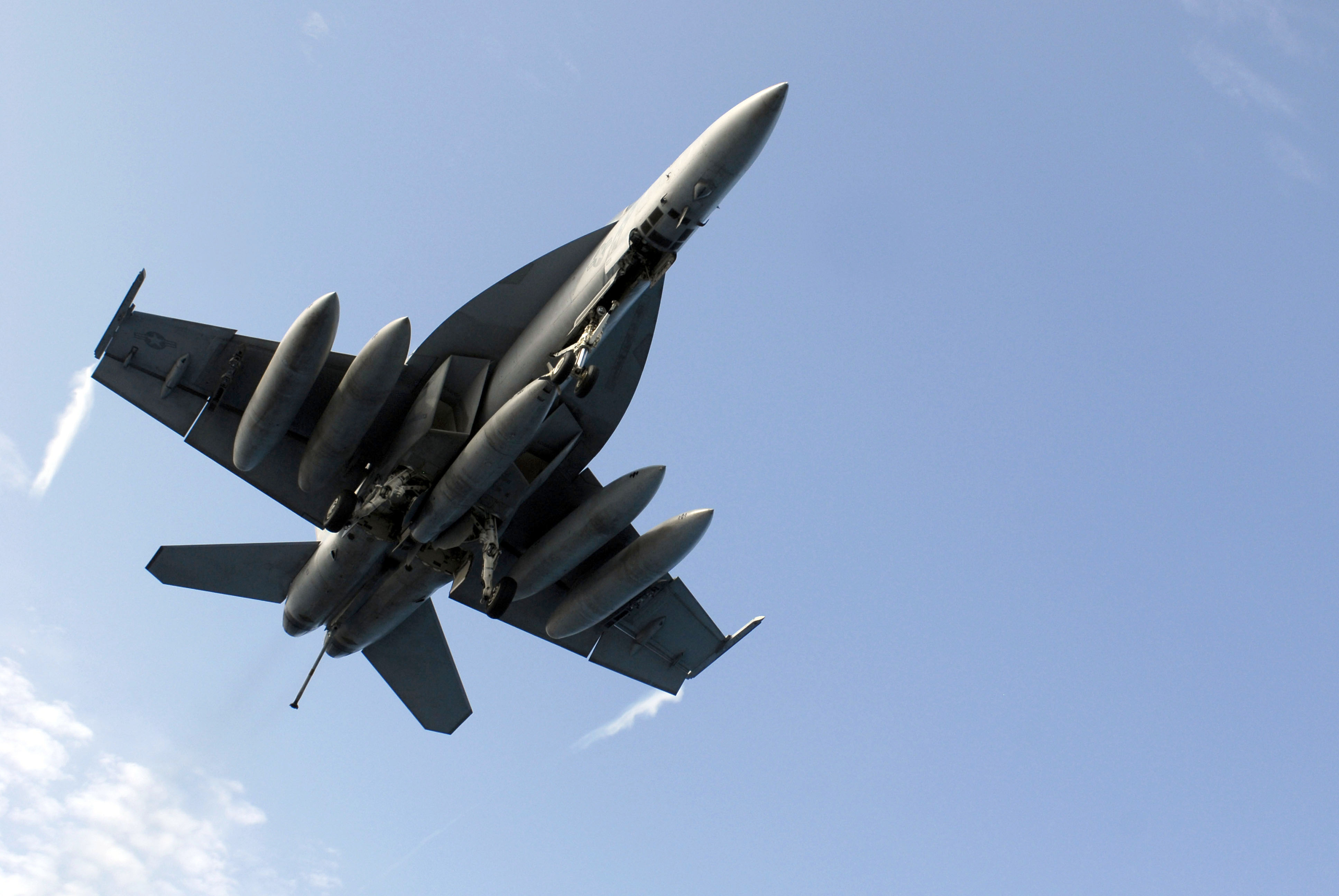
Un Boeing F/A-18 Super Hornet amb 5 dipòsits externs que li donen la màxima autonomia.

Un tanc de combustible extern  o tanc de combustible llançable és un dipòsit de combustible que s'utilitza en aeronàutica per incrementar l'autonomia de les aeronaus en vols de llarg abast, són reemplaçables i de vegades d'un sol ús.
Els primers tancs externs van ser dissenyats per ser llançats una vegada consumits, abans d'un combat aeri o en cas d'emergència, per tal de reduir pes, millorar l'aerodinàmica i incrementar la maniobrabilitat. Els tancs externs moderns solen ser conservats excepte en cas d'emergència.